# چائو (سونیک خارپشت)
چائو (به انگلیسی: Chao، به ژاپنی: チャオ) اشکال زندگی تخیلی در مجموعه بازی‌های ویدئویی سونیک خارپشت، منتشر شده توسط سگا هستند. آنها موجوداتی کوچک با رفتاری کودکانه هستند که چرخه‌ی زندگی پیچیده‌ای را پشت سر می‌گذارند و در فرم‌های مختلفی وجود دارند که بستگی به اینکه چگونه تربیت می‌شوند دارد. توسعه دهنده سونیک تیم چائوها را بازی‌ها گنجانده است تا بازیکنان را به کشف لول‌ها و حمایت از دیکوتومی خوب و بد ماجراجویی سونیک ۲ دعوت بنماید.
چائوها که برای اولین بار در ماجراجویی سونیک در سال ۱۹۹۸ حضور پیدا کرده‌اند، در بسیاری از بازی‌های این مجموعه نیز ظاهر شده اند.اگرچه آنها معمولاً نقش حیوانات خانگی دیجیتالی را بر عهده دارند اما در داستان نیز نقش‌هایی را ایفا کرده‌اند و در سایر عناصر گیم‌پلی نیز نقش‌هایی داشته اند به ویژه شخصیت کریم خرگوش که یک چائو به اسم چیز دارد که از وی برای حمله به دشمنان استفاده می‌کند. آن‌ها همچنین خارج از بازی‌های مجموعه در کمیک‌های سونیک خارپشت و انیمه سونیک اکس ظاهر شده اند و همچنین در تبلیغات و کالاهای تجاری به نمایش درآمده‌اند. منتقدان به طور کلی نظرات مثبتی درمورد چائوها و ادغام آنها در گیم‌پلی سونیک داده اند و عموماً ارزش آنها را به عنوان یک تفریح مورد ستایش قرار می‌دهند.

## کانسپشن و مشخصات
چائوها بر اساس فناوری خاصی به اسم ای-لایف، که در اصل متعلق به بازی نایتز اینتو دریمز سونیک تیم می‌باشد، ساخته شده اند. این فناوری برای موجوداتی شبیه به چائوها که نایتوپیان نام داشتند استفاده می‌شد.
تاکاشی ایزوکا از سونیک تیم در مصاحبه‌ای که با نشریهٔ بازی‌هایی ویدئویی، ۱آپ داشت بیان می‌کرد که چائو‌ها در ماجراجویی سونیک قرار دارند چون «بازیکان جدید مجبور می‌شوند بیرون بروند و بخش‌های اکشن را کشف کنند و فلیکی‌ها و چیزهایی از این نظیر را پیدا کنند.» چائوهای در این بازی به عنوان یک «موجود خویشاوند بی‌طرف» طراحی شده‌اند. با این حال برای سازگاری با دیکوتومی خوب و بد ماجراجویی سونیک ۲ آنها طوری طراحی شده‌اند که بازیکن در هر صورت بتواند آنها به عنوان یک «چائو قهرمان» یا یک «چائو تاریک» ترتیب کند. در ماجراجویی سونیک ۲ به چائوها قابلیت معاشرت کردن و سروکار داشتن داده شد تا بازی منحصربه فرد باشد و آنها را بیشتر شبیه یک «فرم زندگی مصنوعی واقعی» سازد.
چائوها موجوداتی کوچک جثه با بدنی شبیه پودینگ و بسیار شبیه به نوزادان انسان رفتار می‌کنند و شخصیتی دلپذیر و آرامش‌بخش دارند. پروفسور چائو که نقش ریزی در ماجراجویی سونیک ۲، دارد بیان می‌کند که چائوها ناز هستند و از اسباب‌بازی ها و نگه داشته شدن یا نوازش شدن لذت می‌برند. با این تفاوت، آنها دوست ندارند در حال نگه داشته شدن می‌باشند بازیکن بپرد، به اطراف بچرخد و یا آنها را پرتاب کند. خوراک چائوها شامل میوه درختی و نارگیل‌ می‌شود. چائوها از تخم‌های موجود در باغ چائو بیرون می‌آیند، زمانی که بازیکن زمان کافی را با یک چائو در باغ گذرانده است چائو یک پیله ایجاد می‌کند به عنوان یک چائو بالغ از پیله خارج می‌شود و بعدها پیله دیگری ایجاد می‌شود، اگر با چائو به خوبی رفتار شود؛ پیله صورتی است و چائو به عنوان یک تخم تناسخ می‌کند و سپس چرخه زندگی او از نوع آغاز می‌شود و چائو هنوز بازیکن را به خاطر می‌آورد. با این حال، اگر با چائو بد رفتاری شود پیله خاکستری است و چائو می‌میرد و اثرات خود را بازی حذف می‌کند. چائوها می‌توانند برای تولید تخم‌های بارور تولید مثل کنند. در ماجراجویی سونیک ۲، بازیکن می‌تواند به چائوها کیاس درایو بدهد تا به وضعیت آنها رشد دهد که این کار به آنها اجازه می‌دهد در مینی گیم‌هایی نظیر مسابقه چائو بهتر عمل کنند.